# Mama (kommun)
Mama är en kommun i Mexiko.   Den ligger i delstaten Yucatán, i den östra delen av landet, 1 000 km öster om huvudstaden Mexico City. Antalet invånare är 2 888. Arean är 118 kvadratkilometer.
Terrängen i Mama är mycket platt.
Följande samhällen finns i Mama:
- Mama